# Кајманска Острва на Светском првенству у атлетици у дворани 2012.
Кајманска Острва су учествовала на Светском првенству у атлетици у дворани 2012. одржаном у Истанбулу од 9. до 11. марта шести пут. Репрезентацију Кајманских Острва представљао је један такмичар који је учествовао у трци на 60 метара препоне.
На овом првенству Кајманска Острва нису освојила ниједну медаљу нити је оборен неки рекорд.

## Учесници
Мушкарци:
- Роналд Форбес — 60 м препоне

## Резултати

### Мушкарци
| Атлетичар     | Дисциплина   | Лични рекорд | Квалификација | Квалификација | Полуфинале           | Полуфинале           | Финале               | Финале       | Детаљи |
| Атлетичар     | Дисциплина   | Лични рекорд | Резултат      | Место         | Резултат             | Место                | Резултат             | Место        | Детаљи |
| ------------- | ------------ | ------------ | ------------- | ------------- | -------------------- | -------------------- | -------------------- | ------------ | ------ |
| Роналд Форбес | 60 м препоне | 7,58         | 7,95          | 6. у гр. 2    | Није се квалификовао | Није се квалификовао | Није се квалификовао | 21 / 29 (32) |        |